# Daan van Beek
Daan van Beek (Utrecht, 15 november 1917 – 11 mei 2002) was een Nederlands voetballer en voetbaltrainer. Hij speelde als verdediger bij het Utrechtse DOS. Later werd hij trainer van het Velox en voor vier wedstrijden van Utrecht XI.

## Erelijst
Velox
| Nationaal      |    |         |
| Tweede divisie | 1x | 1961/62 |